# Francesco D'Alconzo

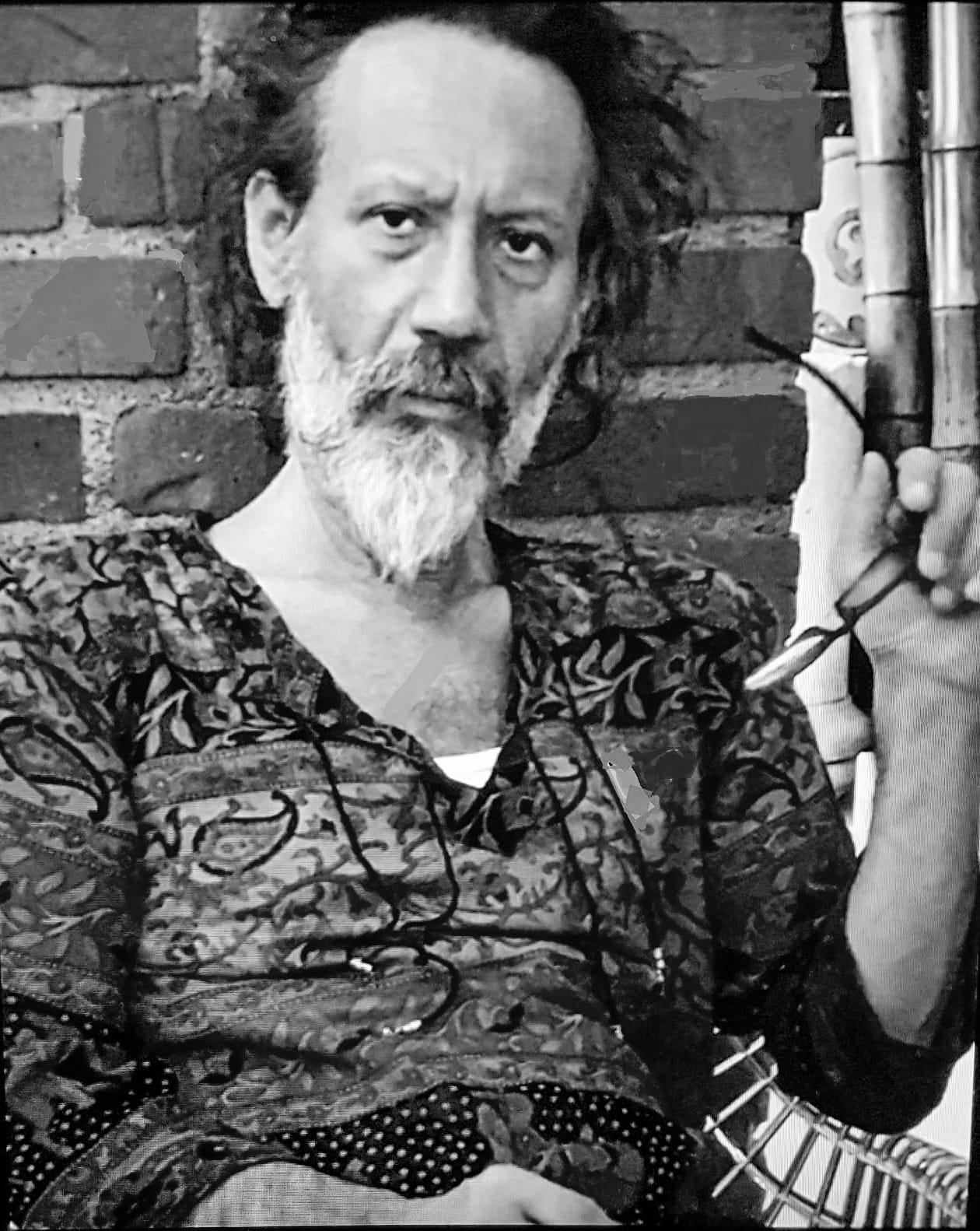
D'Alconzo, fotografía de 2017

Francesco D'Alconzo (Campomaggiore, Italia - 13 de septiembre de 1960) es un pintor y escultor italiano.

## Biografía
Francesco D'Alconzo nació en Campomaggiore (Potenza), una pequeña ciudad de Italia, el 13 de septiembre de 1960, transladandose algunos año con su familia a Oggiono (Lecco). A mediados de los años 90, D'Alconzo se trasladó a Alemania, a Heidelberg, donde sigue viviendo y creando sus obras.

En julio del 2008, el artista participó en su primera exposición individual en Milán, Francesco D'Alconzo, en la Galería Artouverture;
En el 2009, Francesco D'Alconzo participó en la 53.ª edición de la Bienal de Venecia en el Pabellón Nacional de la República de Costa Rica, comisariado por Gregorio Rossi e instalado en la Universidad Cà Foscari (catálogo del Pabellón "Natura e Sogni" publicado por Allemandi);
En el 2011 expuso en la primera edición de Symphonie de Couleurs en el Palazzo Pesaro Papafava (Venecia) con catálogo publicado por Giorgio Grasso;
En el 2013 D'Alconzo expuso en el Palazzo Merati (Venecia) en la exposición internacional Tra abstrato e figurativo alla scoperta del terzo millennio';
En el 2014 fue elegido por el crítico e historiador de arte Gregorio Rossi para la Colección Permanente del Museo de Arte Italiano Contemporáneo de América (MACIA), donde el arte italiano está representado en el extranjero;
En el 2015, en el Palazzo Bollani (Venecia), D'Alconzo presenta sus obras en Il Grande Canale della Pace - artisti contro la guerra, una exposición internacional con el Premio Nobel Dario Fo;
En 2016, en Roma, en el Complejo Museístico de Villa Panfili (villino Corsini), Francesco D'Alconzo vuelve a exponer en la segunda edición de Il Grande Canale della Pace - artisti contro la guerra;
Ese mismo año, siempre en Roma, el artista está en el MACRO Testaccio, invitado a la exposición internacional Tattoo Forever, en la sección dedicada al Arte Contemporáneo.
En julio de 2019, está en la exposición Ascoltare il Bauhaus cent'anni dopo  (Como), con una presentación del crítico de arte Alberto Gerosa;
En el agosto del 2019, la revista especializada Art&trA International publica en Manifiesto de Francesco D'Alconzo;
En septiembre y octubre del mismo año, D'Alconzo estuvo presente en Venecia, en el Palazzo Merati, para la tercera edición de la exposición Symphonie de Couleurs nel Circuito Biennale, comisariada por Rita Calenda, Carlo Francesco Galli y Gregorio Rossi. En esta ocasión, se presentó oficialmente el Manifiesto de Francesco D'Alconzo.

## El Manifiesto
La publicación del Manifiesto de Francesco D'Alconzo contiene la filosofía artística y la trayectoria vital del autor. El símbolo del tema estilístico de D'Alconzo es la cremallera, entendida como cierre/apertura al mundo interior.
Sin embargo, no se trata de una "cremallera" tal y como se entiende, sino de este accesorio sin su cursor, donde el cursor es el propio observador que se convierte en el conducto activo hacia su introspección. es un descubrimiento del propio "yo" que también tiene lugar a través de la conexión con Dios: el propio cursor entre el sufrimiento y el sentido de la vida.

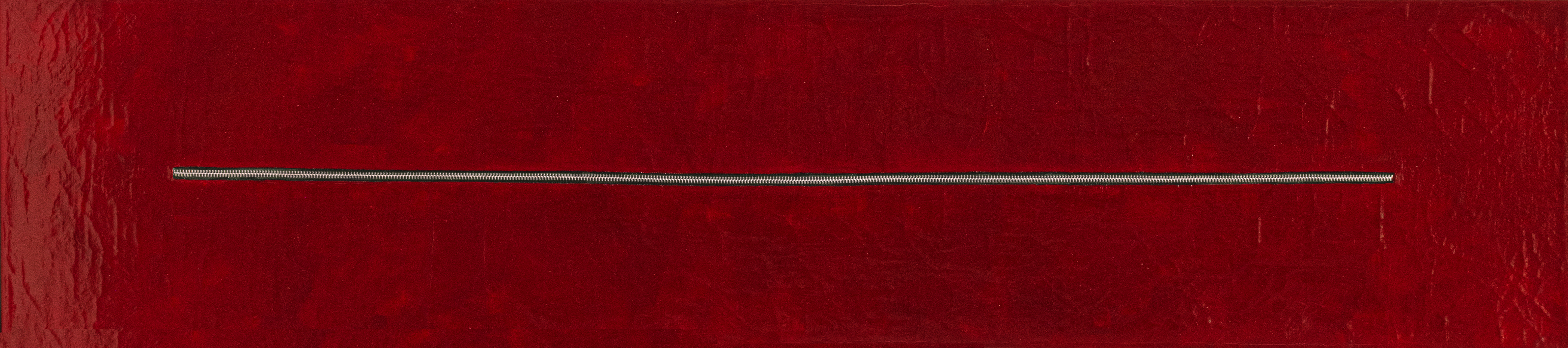
Astrazione o Pensiero n. 10, pigmentos minerales sobre yute, cremallera metálica - 136x30cm (2008)

Sin embargo, en la concepción artística de D'Alconzo subyace una novedad más vanguardista, aunque ya conocida en el Renacimiento, el concepto de "Bottega".
Varios artesanos especializados en diferentes campos del arte que trabajan juntos (y que no necesariamente se conocen entre sí) en la realización de una idea, la de su maestro, que les dirige para lograr un objetivo común: la obra de arte.

"D'Alconzo no escribe con un idioma, con una gramática sedentaria anclada en el Renacimiento, sino que trastorna las reglas con su pincel, que se vuelve del revés y se vuelve inconsciente.
Dejémosle actuar, y tendremos sorpresas, porque nunca parará, seguirá engañándonos con sus bisagras, cerradas e inamovibles, como si hubiera enterrado el pincel dentro de la forma. Un estratagema, una forma contraída de análisis invertido, con el paciente dentro de la forma, como en una nave espacial..."
(Christian Parisot, Presidente de los Archivos Modigliani de París)

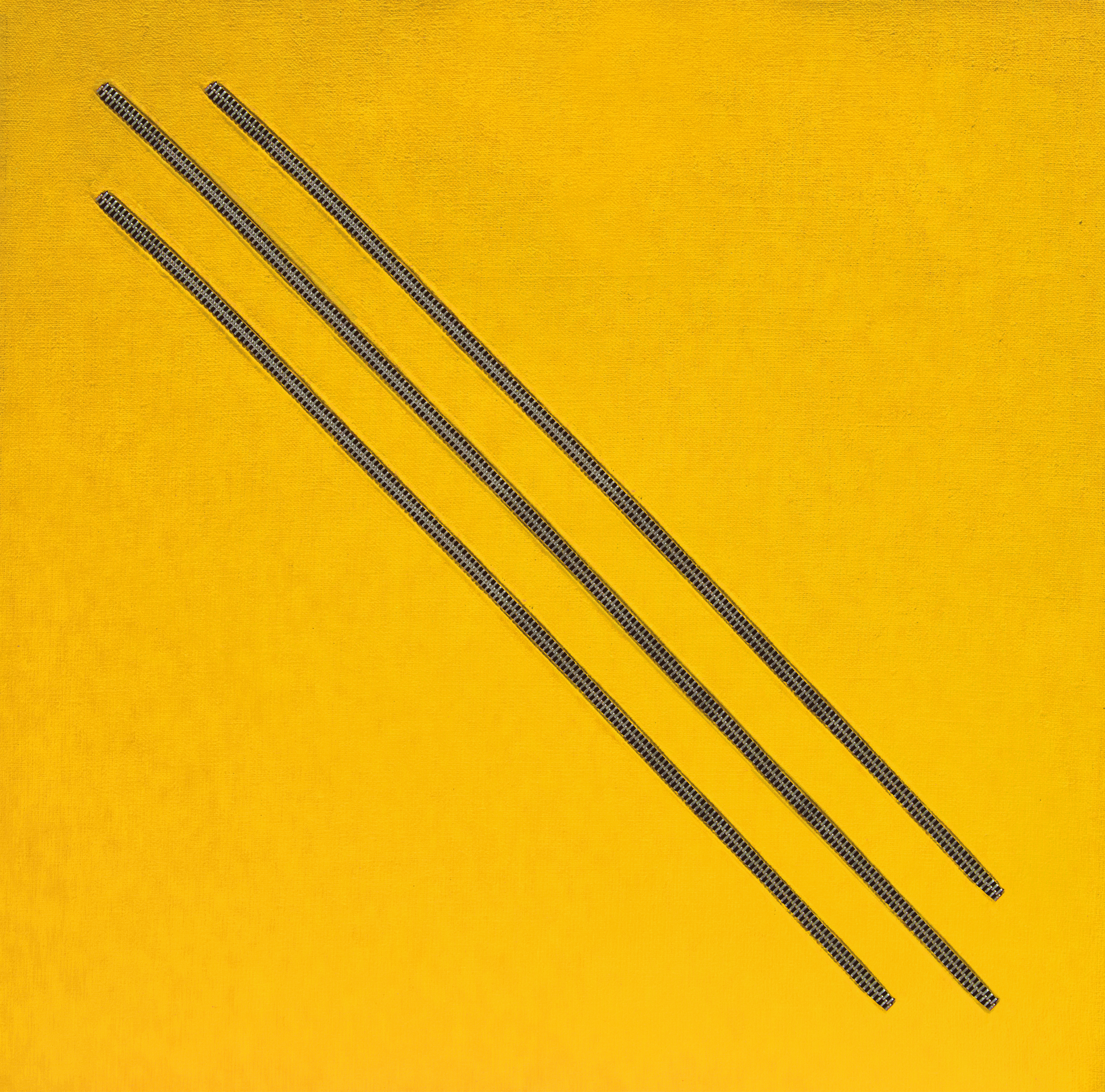
Astrazione o Pensiero n.6, Pigmentos minerales sobre yute, cremalleras metálicas - 58,5x58 cm

## Arte sagrado
A partir del año 2000, D'Alconzo se dedicó también al arte sagrado y algunas de sus obras se exponen actualmente en diversos lugares de culto cristiano en Europa.

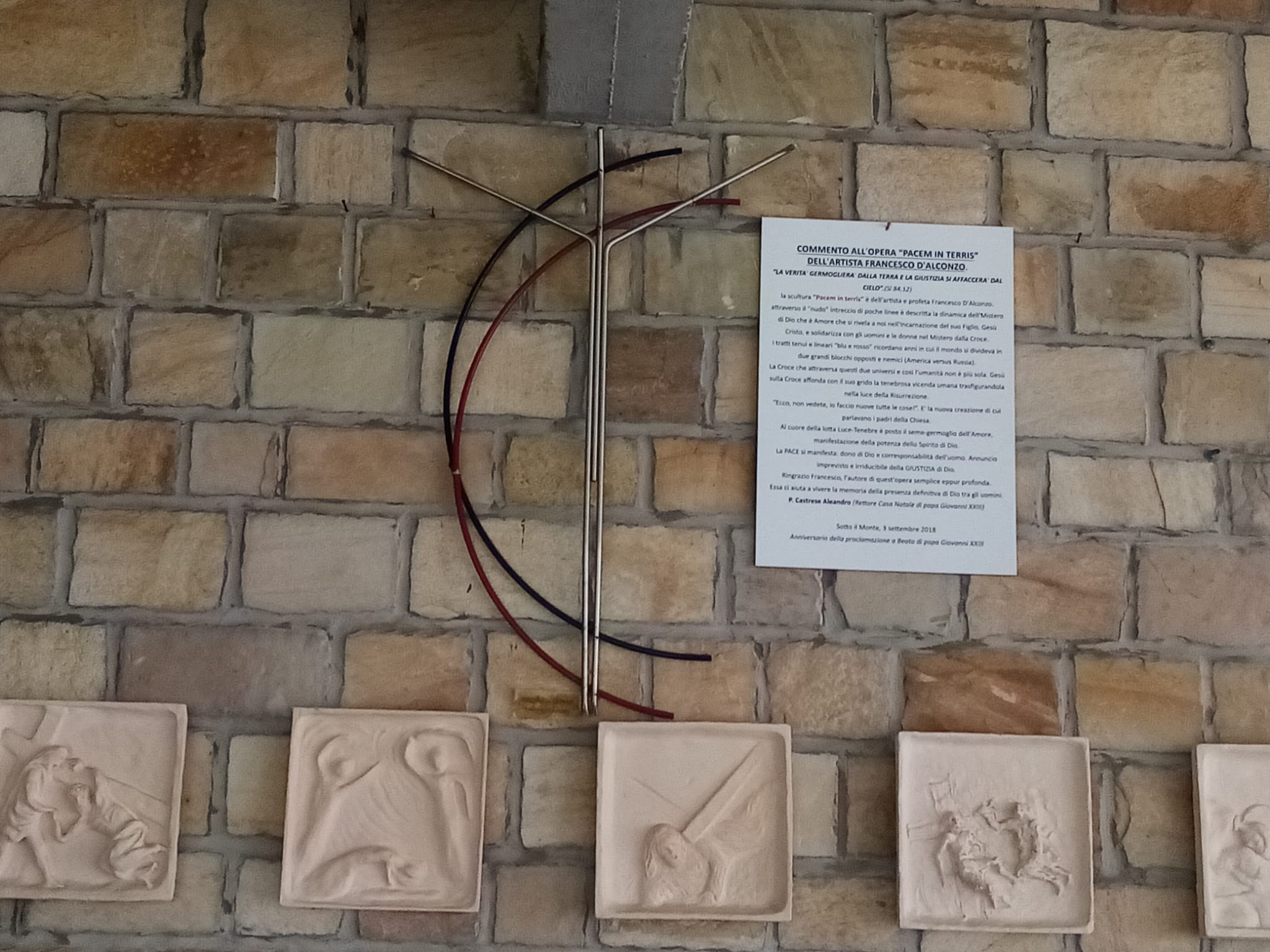
Pacem in Terris, obra de Francesco D'Alconzo, expuesta en el atrio de la casa donde nació el Papa San Juan XXIII en Sotto il Monte (BG), Italia.

Entre ellas se encuentran:
- Pacem in Terris - Lugar de nacimiento del Papa Juan XXIII[9] (Sotto il monte, Italia);
- Trinidad - Entrada a la capilla Mater Dolorosa del santuario de Nuestra Señora de Lourdes;[10]
- Zoe - Casa Pontificia en la Ciudad del Vaticano;[11]
- Yo, Francisco - Casa Pontificia Ciudad del Vaticano;
- El Sol de Fátima - Santuario de Fátima (Portugal);
- Rosa mystica - Iglesia de Santiago en Medjugorje (Bosnia y Herzegovina);
- El Cántico de las Criaturas - Basílica de San Francisco de Asís (Asìs, Italia);[12]
- San Pío - Santuario de San Pío de Pietrelcina (Foggia, Italia);
- Resurrección - Misión de la comunidad católica italiana en Mannheim (Alemania);
- Antonio, el buen perfume de Cristo - Basílica de San Antonio de Padua (Padua, Italia);
- Trinidad (única copia del original presente en Lourdes) - Iglesia M. SS. del Carmelo en Campomaggiore (Potenza, Italia).
- Papa Juan XXIII - Iglesia M. SS. del Carmelo en Campomaggiore (Potenza, Italia).
- San José Moscati - Iglesia M. SS. del Carmelo en Campomaggiore (Potenza, Italia).